# Mesosignum ansatum
Mesosignum ansatum là một loài chân đều trong họ Mesosignidae. Loài này được Menzies & Frankenberg miêu tả khoa học năm 1967.